# 白化現象 (塗装)
白化現象（はっかげんしょう）とは、工作物の表面をラッカー塗料などの速乾性の高い塗料で塗装した際に時間の経過とともに塗装面が白く濁る現象をいう。かぶり、ブラッシングともいう。

## 原因
ラッカー塗料の溶剤が蒸発する際、気化熱によって塗装面の温度が下がり、空気中の水分が塗装面で凝結してしまうため生じる。

## 予防法
- 気温が低く湿度の高い日の塗装を避け、気温の高い乾燥した日に塗装を行う。
- 塗料に白化防止剤（リターダー）を混ぜておく。
- 温風低圧塗装機を使用する。
- コンプレッサーにエアードライヤーを装着する。